# Achnagarron
Achnagarron (Schots-Gaelisch: Achadh nan Gearran) is een dorp  in de Schotse Hooglanden. Het dorp ligt aan de A9, die het noorden van Schotland via Inverness met Perth en het zuiden verbindt. Het ligt ongeveer 2,5 km ten oosten van Alness en 2,5 km ten noordwesten van Invergordon, beide plaatsen met een station aan de Far North Line. 